# Clausophyes galeata
Clausophyes galeata är en nässeldjursart som beskrevs av Adrien Jacques de Lens och Van Riemsdijk 1908. Clausophyes galeata ingår i släktet Clausophyes och familjen Clausophyidae. Inga underarter finns listade i Catalogue of Life.